# Muzeum Narodowe Filipin
Muzeum Narodowe Filipin (ang. National Museum of the Philippines) – organizacja rządowa utworzona w 1998 roku, której podlegają muzea na Filipinach.

## Historia
W 1901 roku powstało Muzeum Etnologii, Historii Naturalnej i Handlu podlegające Departamentowi Oświaty. Od 1903 roku podlegało ono Wydziałowi Spraw Wewnętrznych i zostało przemianowane na Biuro Badań Etnologicznych. Przygotowało ono ekspozycję Filipin na wystawę światową w Luizjanie w 1904 roku. Po jej zakończeniu Biuro zlikwidowano i zmieniono nazwę na Muzeum Filipińskie.
Ustawą z 1933 roku podzielono Muzeum przenosząc Oddział Sztuk Pięknych i Historii do Biblioteki Narodowej, a Wydział Etnologii ze zbiorami z zakresu archeologii, etnografii i antropologii do Biura Nauki Wydziału Antropologii oraz z działu historii naturalnej Biura Nauki utworzono Oddział Muzeum Historii Narodowej, który od 1939 roku podlegał Sekretariatowi Rolnictwa i Handlu.
Podczas japońskiej okupacji Filipin w okresie II wojny światowej ponownie połączono oddziały w Muzeum Narodowe Filipin, ale instytucja straciła większość kolekcji. Podczas bitwy o Manilę dawny budynek parlamentarny w którym przechowywano zbiory został zniszczony przez amerykańską artylerię. Odbudowano go ze środków amerykańskich, co pozwoliło na ponowne otwarcie muzeum.
12 lutego 1988 roku została uchwalona ustawa o Muzeum Narodowym. Na jej mocy podporządkowano Muzeum bezpośrednio kancelarii Premiera. Utworzono kompleks muzealny z  trzech budynków w parku Rizal. W jego skład weszły: dawny budynek parlamentarny, budynek Departamentu Finansów i budynku Wydziału Turystyki. Jeszcze w 1998 roku w budynku Wydziału Finansów otwarto Narodowe Muzeum Antropologiczne. W 2000 roku w budynku parlamentarnym powstało Narodowe Muzeum Sztuk Pięknych, a w trzecim budynku powstało Narodowe Muzeum Historii Naturalnej. W 2019 roku na mocy ustawy oficjalna nazwa muzeum została zmieniona na Muzeum Narodowe Filipin.

## Oddziały

### Narodowe Muzeum Sztuk Pięknych
Narodowe Muzeum Sztuk Pięknych, dawniej zwane Narodową Galerią Sztuki, mieści się w starym budynku legislacyjnym. Budynek zbudowano w latach 1918–1921 dla biblioteki publicznej według projektu amerykańskiego architekta Ralpha Harringtona Doane'a i jego asystenta Antonio Toledo. Gmach został otwarty 16 lipca 1926 roku. Na parterze mieściła się Biblioteka Narodowa, a górne piętra zostały zajęte przez Senat i Izbę Reprezentantów. Podczas II wojny światowej budynek został poważnie uszkodzony. Po wojnie odbudowano go. Biblioteka Narodowa wyprowadziła się do nowego gmachu w 1960 roku, a Senat w 1996 roku. W 2003 roku rozpoczęto remont przystosowując budynek dla Narodowego Muzeum Sztuk Pięknych.

### Narodowe Muzeum Antropologiczne
Narodowe Muzeum Antropologiczne wcześniej nosiło nazwę Muzeum Ludu Filipińskiego mieści się w dawnej siedzibie Wydziału Finansów. projekt przystosowania gmachu na potrzeby Narodowego Muzeum Antropologicznego przygotowała firma Lord Cultural Resources. Muzeum zostało otwarte w czerwcu 1998 roku i pełniło funkcję centrum obchodów stulecia niepodległości Filipin.

### Narodowe Muzeum Historii Naturalnej
Neoklasycystyczny budynek kompleksu muzealnego w którym mieścił się Departament Turystyki został w latach 30. XX wieku zaprojektowany przez Antonio Toledo. W 2013 roku Rada Powiernicza Muzeum Narodowego ogłosiła konkurs na projekt renowacji budynku. Wygrał go projekt przygotowany przez Dominic Galicia Architects i Periquet Galicia Inc. Założeniem przebudowy było zachowanie oryginalnych elementów. Podczas przebudowy na dziedzińcu dobudowano nowoczesną szklaną kopułę podtrzymywaną przez Drzewo Życia. W pniu drzewa umieszczono windę dzięki której można dostać się na wyższe pietra budynku. Muzeum Historii Naturalnej zostało otwarte w maju 2018 roku. Muzeum udostępnia zbiory bezpłatnie.

### Planetarium
Planetarium zostało zaplanowane w latach siedemdziesiątych XX wieku przez byłego dyrektora Muzeum Narodowego Godofredo Alcasida  z pomocą Maximo P. Sacro jednego z założycieli Filipińskiego Towarzystwa Astronomicznego. Budowę rozpoczęto w 1974 roku i ukończono 9 miesięcy później. Oficjalne otwarcie miało miejsce 8 października 1975 roku. Planetarium zbudowano w parku Rizal

### Muzea regionalne
Muzeum Narodowemu podlegają również liczne muzea regionalne, które znajdują się między innymi w:  Angono w prowincji Rizal, Padre Burgos w Vigan w prowincji Ilocos Sur), Kabayan w prowincji Benguet, Kiangan w prowincji Ifugao, Magsingal w prowincji Ilocos Sur,  Butuan, Tabaco w prowincji Albay, Fort Pilar w Zamboanga, Boac  w prowincji Marinduque i Jolo w prowincji Sulu.

## Galeria

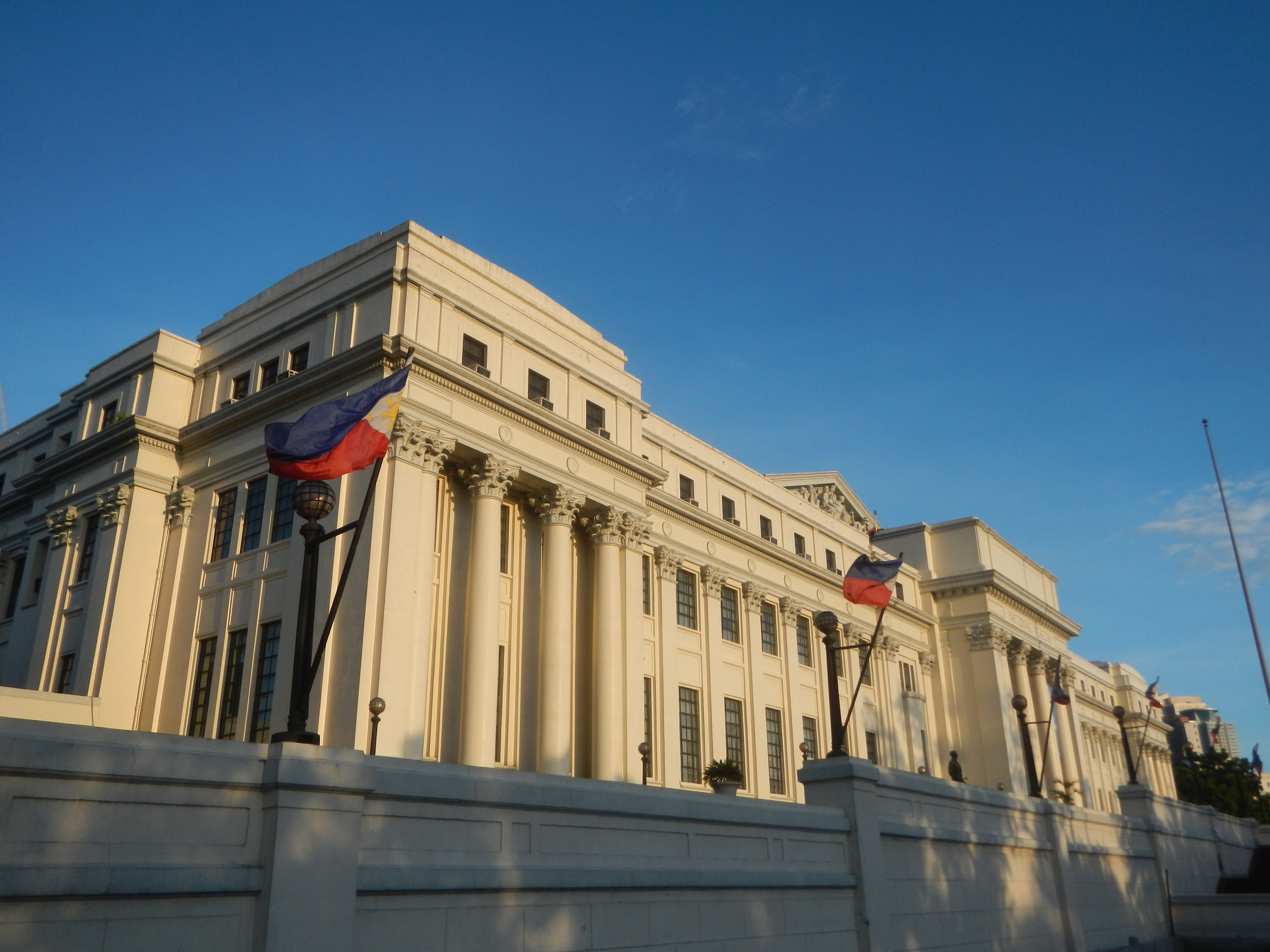
Narodowe Muzeum Sztuk Pięknych
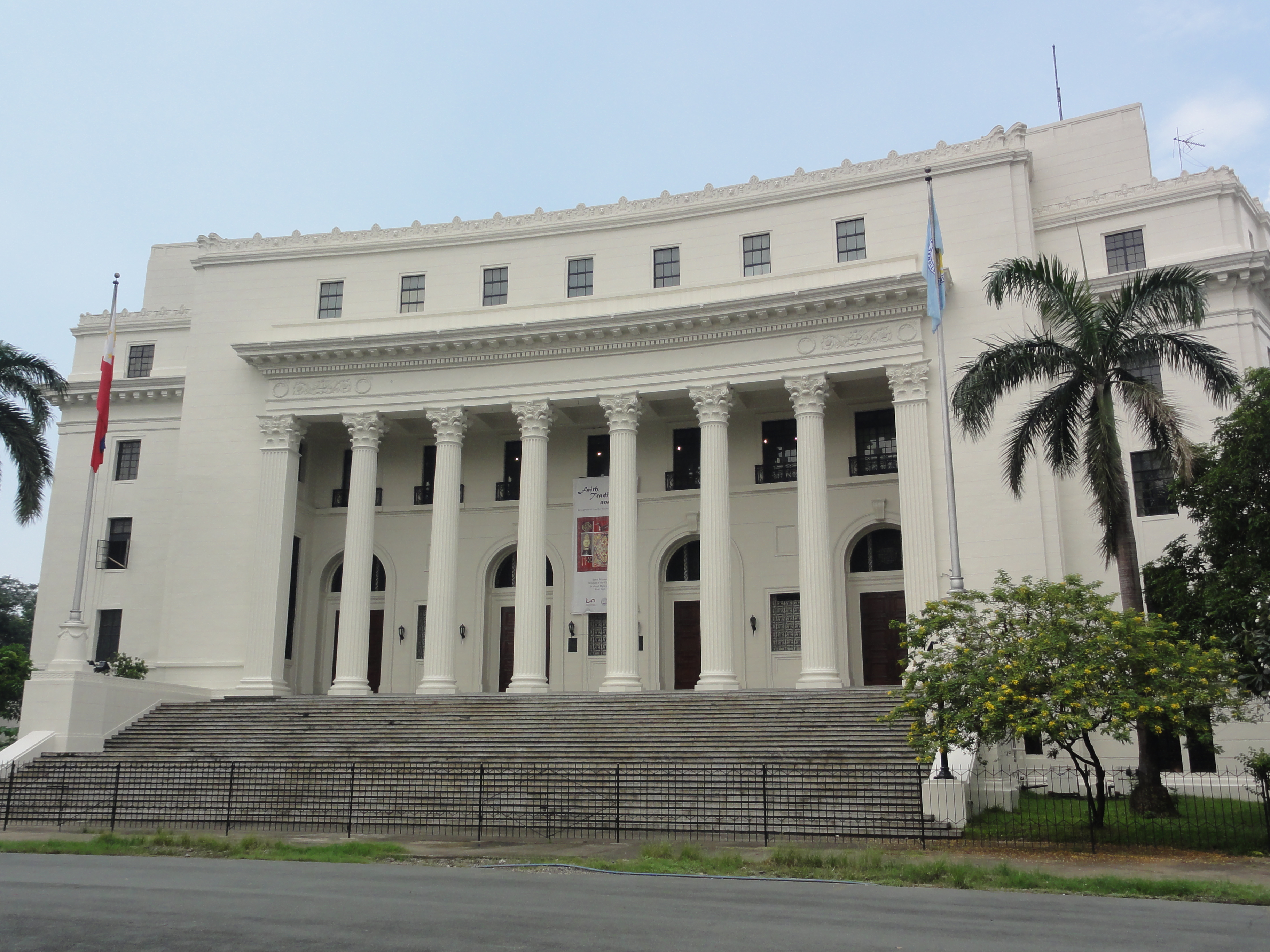
Narodowe Muzeum Antropologiczne
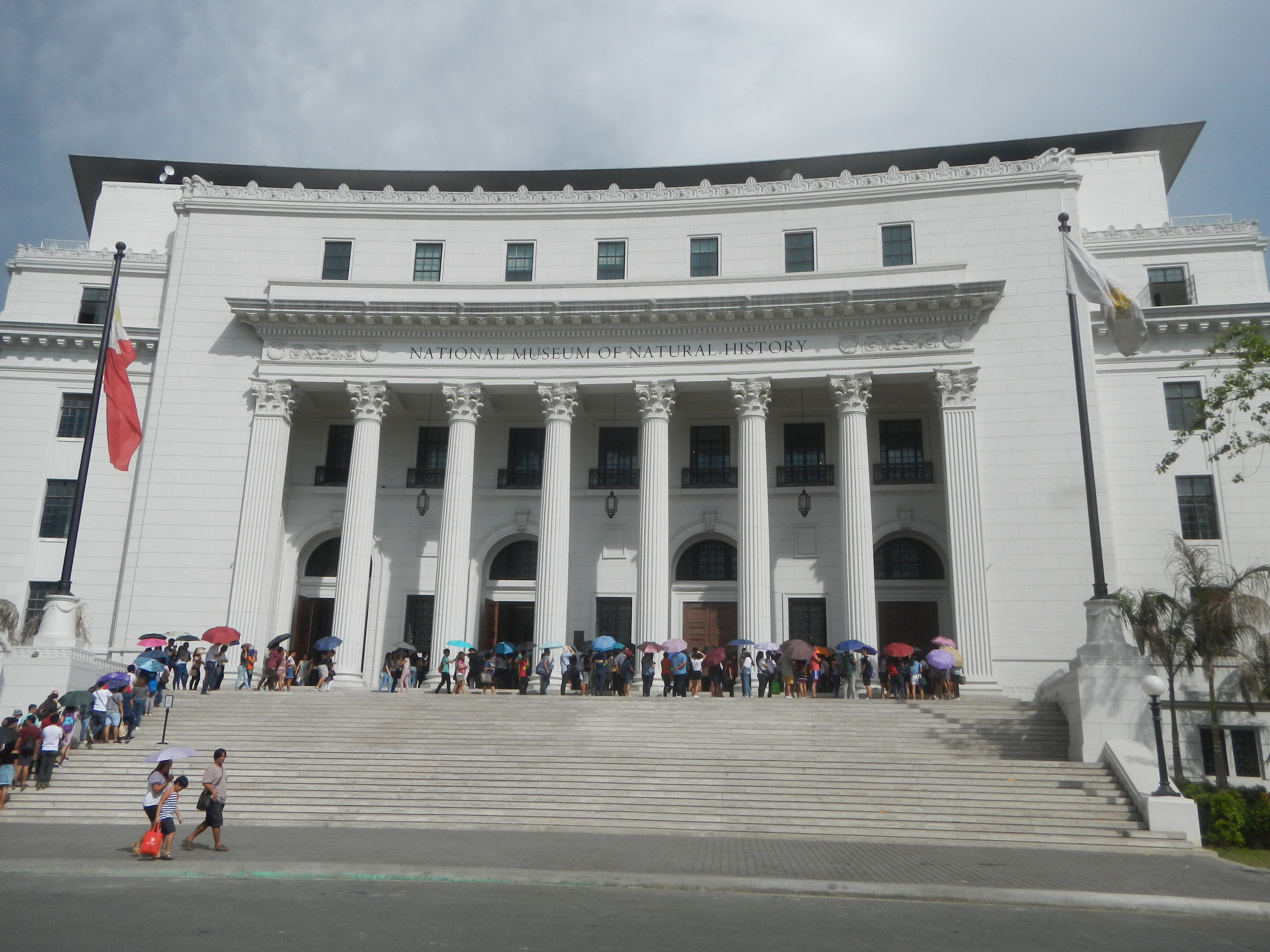
Narodowe Muzeum Historii Naturalnej
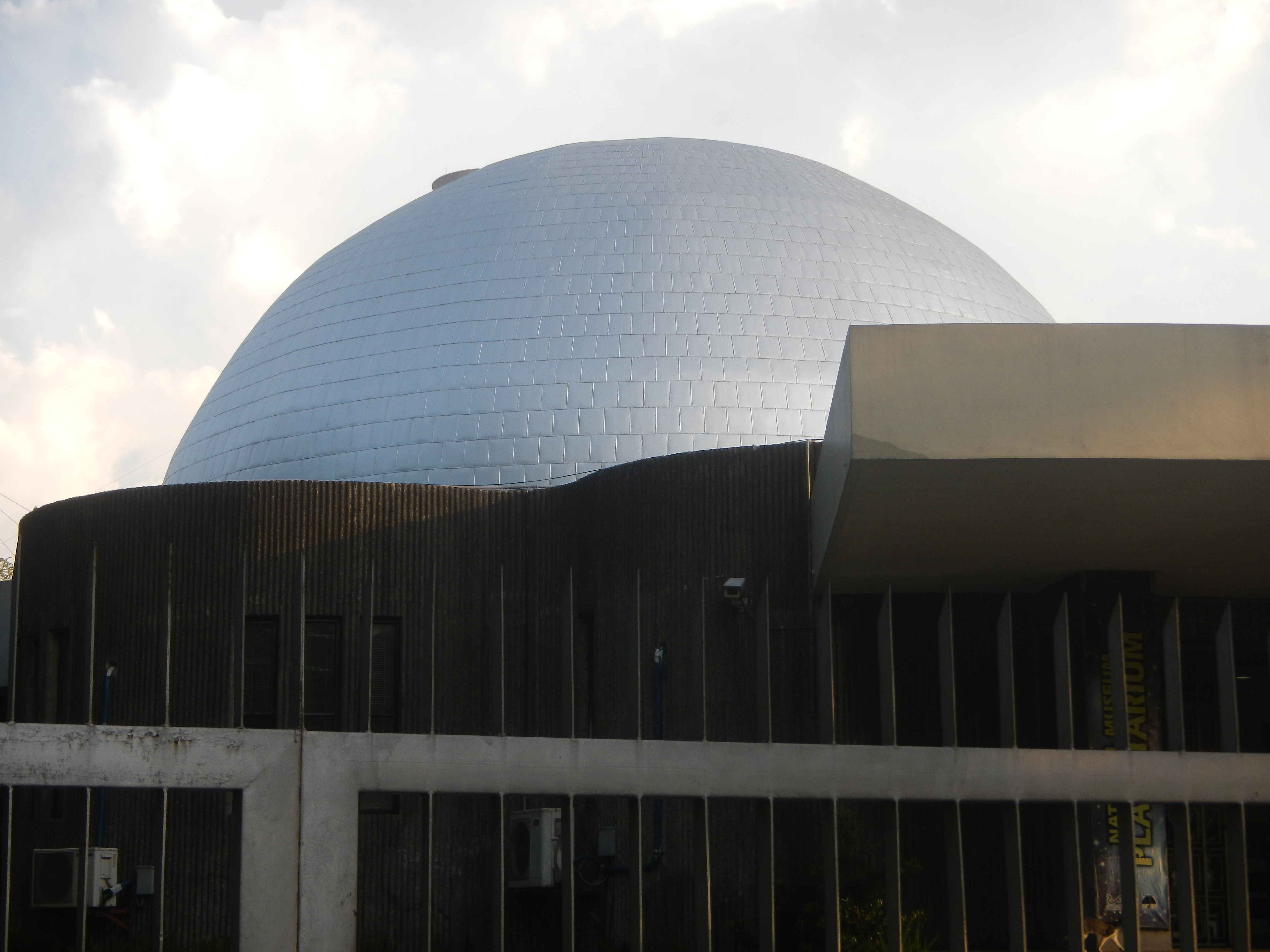
Planetarium